# Dodge Shadow
Dodge Shadow та Plymouth Sundance — це економні 3 та 5 дверні хетчбеки, які були представлені корпорацією Chrysler в 1987 році. Для 1991 року в лінійку Shadow було додано 2-дверний варіант кабріолета; але не в лінійку Sundance. 3-дверна модель хетчбека замінила модель Dodge Charger (L-body), тоді як 5-дверна модель хетчбека замінила модель Dodge Omni; відповідної марки. З придбанням компанії American Motors корпорацією Chrysler у компанії Renault в 1987 році, Shadow/Sundance також замінили седан і кабріолет Renault Alliance виробництва American Motors, ознаменувавши офіційний вихід Renault з ринків США та Канади.

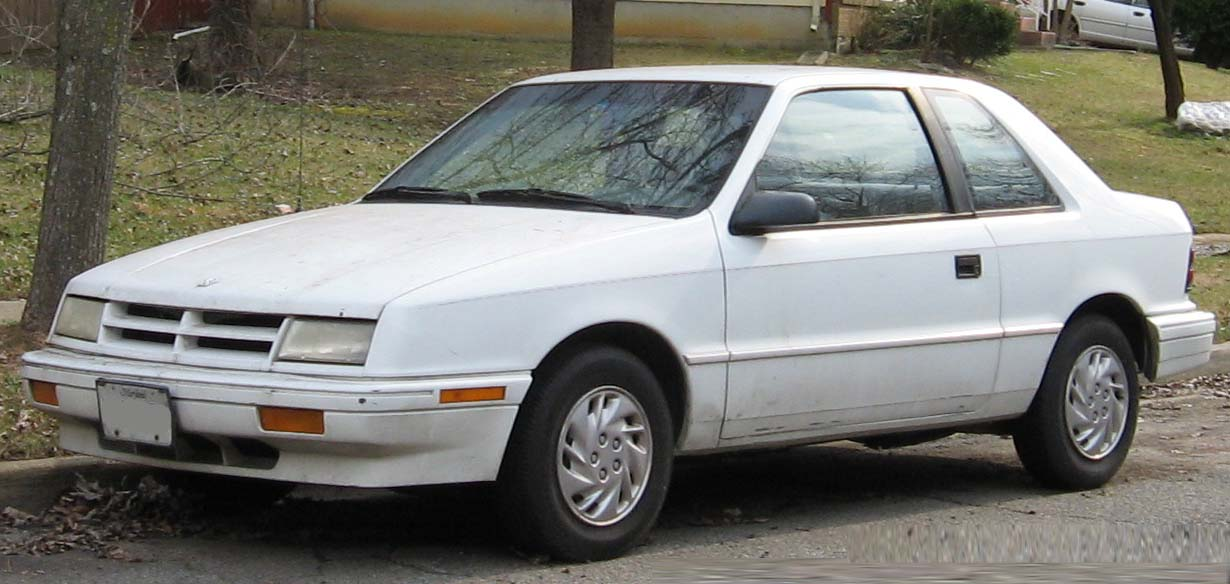

Перший транспортний засіб було зібрано з Sterling Heights Assembly 25 серпня 1986 року. В кінці 1988 року розпочалося виробництво версії мексиканського ринку під назвою Chrysler Shadow на зборах автомобілів Toluca. Shadow/Sundance також продавався в Європі з 1988 по 1991 рік як Chrysler ES. Виробництво закінчилося 9 березня 1994 року, при цьому Shadow/Sundance замінили на Chrysler Neon.

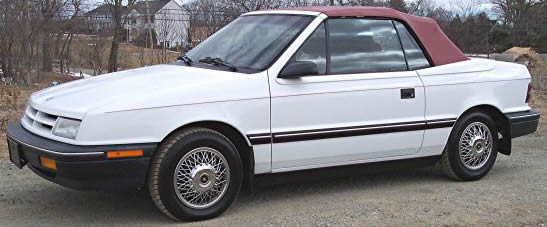

## Двигуни
- 2.2 L K I4
- 2.2 L Turbo I I4
- 2.2 L Turbo IV I4
- 2.5 L K I4
- 2.5 L Turbo I I4
- 3.0 L 6G72 V6